# Rio Ibicuí
Rio Ibicuí är ett vattendrag i Brasilien.   Det ligger i delstaten Rio Grande do Sul, i den södra delen av landet, 1 800 km sydväst om huvudstaden Brasília.
Trakten runt Rio Ibicuí består huvudsakligen av våtmarker. Trakten runt Rio Ibicuí är nära nog obefolkad, med mindre än två invånare per kvadratkilometer.